# Tuvalu a 2024. évi nyári olimpiai játékokon
Tuvalu a franciaországi Párizsban megrendezett 2024. évi nyári olimpiai játékok egyik részt vevő nemzete volt. Az országot az olimpián 1 sportágban 2 sportoló képviselte, akik érmet nem szereztek.

## Atlétika
Férfi
| Versenyző      | Versenyszám | Selejtező | Selejtező | Selejtező | Előfutam | Előfutam | Előfutam | Elődöntő | Elődöntő | Elődöntő | Döntő   | Döntő    |
| Versenyző      | Versenyszám | Idő       | Hely.     | Össz.     | Idő      | Hely.    | Össz.    | Idő      | Hely.    | Össz.    | Idő     | Helyezés |
| -------------- | ----------- | --------- | --------- | --------- | -------- | -------- | -------- | -------- | -------- | -------- | ------- | -------- |
| Karalo Maibuca | 100 m       | 11,30     | 7.        | 37.       | kiesett  | kiesett  | kiesett  | kiesett  | kiesett  | kiesett  | kiesett | kiesett  |

Női
| Versenyző        | Versenyszám | Selejtező | Selejtező | Selejtező | Előfutam | Előfutam | Előfutam | Elődöntő | Elődöntő | Elődöntő | Döntő   | Döntő    |
| Versenyző        | Versenyszám | Idő       | Hely.     | Össz.     | Idő      | Hely.    | Össz.    | Idő      | Hely.    | Össz.    | Idő     | Helyezés |
| ---------------- | ----------- | --------- | --------- | --------- | -------- | -------- | -------- | -------- | -------- | -------- | ------- | -------- |
| Temalini Manatoa | 100 m       | 14,04     | 8.        | 34.       | kiesett  | kiesett  | kiesett  | kiesett  | kiesett  | kiesett  | kiesett | kiesett  |